# Rząd Konrada Hohenlohe-Schillingsfürsta
Rząd Konrada Hohenlohe-Schillingsfürsta – rząd austriacki, rządzący Cesarstwem Austriackim od 2 do 28 maja 1906.

## Skład rządu
- premier - Konrad Hohenlohe-Schillingsfürst
- rolnictwo – Ferdinand de Longueval
- handel – Leopold Auersperg
- wyznania i oświata – Richard Bienerth
- finanse – Mansuet Kosel
- sprawy wewnętrzne – Konrad Hohenlohe-Schillingsfürst
- sprawiedliwość – Franz Klein
- koleje – Ludwig Wrba
- obrona krajowa – Franz Schönaich
- minister bez teki – Antonin Randa
- minister bez teki (do spraw Galicji) – Leonard Piętak